# Wach (film)
Wach is een Duitse speelfilm van de Duitse regisseur Kim Frank, die op 17 september 2018 voor het eerst te zien was op ZDF. Tegelijkertijd werd het gratis op YouTube gepubliceerd. De film werd geproduceerd in maart 2018. Wach gaat over twee vrienden die wakker willen blijven zonder drugs - zo lang als ze kunnen. De film werd genomineerd voor de Grimmeprijs 2019 en de New Faces Award 2019. Jana McKinnon werd genomineerd als beste jonge actrice voor de Studio Hamburg Nachwuchspreis 2019.

## Verhaal
“Twee vrienden willen zo lang mogelijk wakker blijven - zonder drugs. C. (Jana McKinnon) en Nike (Alli Neumann) zijn 17, maar beweren dat ze 20 zijn. Je wilt eruit. Stap uit het gebrek aan perspectief. Je wilt jezelf voelen. Een pure ervaring. Een bedwelmende reis door 86 slapeloze uren begint. C. en Nike filmen het experiment. Leg alles vast op je camera. Maar vermoeidheid dwingt hen terug in de realiteit. Een einde dat ook het einde van haar jeugd is.
Nike's vader is nooit thuis. Het kleine appartement in een sociale woonwijk is de perfecte plek voor je experiment. Je winkelt voor meerdere dagen. Plak de ramen dicht en verberg alle klokken om de tijd uit het oog te verliezen. Maar als Nike's vader onverwachts opduikt, verdrijft dat C. en Nike. Het regenachtige getto in. Ze worden op straat aangevallen. Je moet hier weg.
In de stad verliest Nike het beetje geld dat ze bij zich hebben. De vrienden staan op het punt af te breken. Maar ze kunnen niet naar huis. Je wilt wakker blijven.
De kou van de nacht drijft hen naar sombere plekken in de stad. Een vreemde, diepe wereld waarin ze niets te zoeken hebben. In een donkere minimal club leren ze Jesco (Dennis Mojen) kennen. Hij is een paar jaar ouder en heeft een auto. Er begint een roadtrip die C. en Nike confronteert met hun angsten en dromen, hun vriendschap op de proef stelt en aan het einde waarvan het uiteindelijk een kwestie van leven en dood is.”

## Rolverdeling
| Acteur           | Personage      |
| ---------------- | -------------- |
| Jana McKinnon    | C.             |
| Alli Neumann     | Nike           |
| Dennis Mojen     | Jesco          |
| Hanno Koffler    | Proll          |
| Alexander Scheer | Mann Pronokino |
| Annika Kuhl      | C.'s moeder    |
| Max Hopp         | Dokter         |
| Lary             | Inlaat         |

## Verschijning
Nadat Kim Frank zeven jaar tevergeefs had geprobeerd zijn debuutfilm te financieren, kwam hij op het idee om een low budget found footage film te maken buiten het horrorgenre dat in deze categorie wijdverbreid is met een digitale spiegelreflexcamera en uitgeverij het op YouTube. Wach werd in maart 2018 gefilmd in Hamburg en Sleeswijk-Holstein. De film is geproduceerd in opdracht van Das kleine Fernsehspiel en Funk. WACH (OST) werd geïnterpreteerd als de titelsong van Dat Adam.

## Beoordelingen
Jan Freitag prijst Kim Frank in Der Tagesspiegel "Auteur, producer, regisseur, editor en cameraman in één persoon laat zien hoe je al op 36-jarige leeftijd op dramatische wijze dicht bij jongeren kunt komen. Te midden van bekende sidekicks van Alexander Scheer als pornoconsument voor Hanno Kofler's straatklopper en portier van popster Lary, zorgen vooral de hoofdrolspeelsters voor sensatie. Overspoeld door Philipp Schwärs precieze soundtrack tussen technoïde koude en westerngitaarwarmte. Dit alles maakt "Wach" tot een echt belangrijke film. Bovenal het is echter een krachtige, wilde, aangenaam gestoorde en sensationeel vermakelijke film."
""Wach" overtuigt de hele weg, is levendig en durft echt iets", zei Schayan Riaz in de Berliner Zeitung. "Gelukkig heeft Frank geen film gemaakt met leerzame betweterige boodschappen, maar laat hij het leven ongefilterd vanuit het perspectief van tieners zien."
"Het tempo en het onderwerp doen soms denken aan "Victoria" (2015), een film die, opgenomen met een enkele camerahoek, een nacht door Berlijn laat zien. Dan zijn er vage echo's van "Wir Kinder vom Bahnhof Zoo"." schreef Swantje Kubillus in de Frankfurter Rundschau.
Jonas Leppin noemt de film over Der Spiegel "een klassiek coming-of-age-drama, een roadtrip van 86 uur die elke seconde onvoorwaardelijk zichtbaar is'. En prijst: "Kim Frank heeft een groot talent: hij kan emoties bij mensen creëren. En dat doet hij met "Wach""
"De debuutfilm van Kim Frank is anders dan de gebruikelijke speelfilms, hij komt angstaanjagend dicht bij de werkelijkheid", zegt Christoph Söller op Jetzt.de.
Vanessa Sonnenfroh schreef in de Musikexpress: "WACH is leuk en doet tegelijkertijd pijn, drugs worden vervloekt als een middel om te ontsnappen, het echte leven wordt gezien als een potentiële high en de kou van de getoonde buitenwereld sijpelt door het scherm tijdens het kijken. Enerzijds richt WACH zich op Generatie Z., die zich onvermijdelijk in de twee zoekende meisjes moet bevinden, anderzijds fungeert de eerlijke film van Frank als bemiddelaar voor de overeenkomstige generatie ouders. "Wir sind eure Kinder", staat in de laatste monoloog."

## Prijzen
Grimmeprijs 2019
- Nominatie in de categorie Kinder & Jugend[13]

New Faces Award 2019
- Nominatie in de categorie bester Debütfilm (Kim Frank)[14]

Studio Hamburg Nachwuchspreis 2019
- Nominatie in de categorie Nachwuchsdarstellerin (Jana McKinnon)[15]